# انتخابات الرئاسة المالديفية 2013
انتخابات الرئاسة المالديفية 2013 هي انتخابات رئاسية جرت في 2013، في المالديف، لانتخاب رئيس جزر المالديف.
فاز بالانتخابات عبد الله يمين.